# Tapinocyba affinis orientalis
Tapinocyba affinis orientalis is een spinnensoort in de taxonomische indeling van de hangmatspinnen (Linyphiidae).
Het dier behoort tot het geslacht Tapinocyba. De wetenschappelijke naam van de soort werd voor het eerst geldig gepubliceerd in 1979 door Alfred Frank Millidge.